# 浜松市立豊西小学校
浜松市立豊西小学校（はままつしりつ とよにししょうがっこう）は、静岡県浜松市中央区豊西町にある公立小学校。

## 沿革
- 1873年（明治6年）7月29日 - 羽鳥学校として開校。5つの分校を設置する。
- 1875年（明治8年）7月1日 - 本校と分校が廃止され、羽鳥学校他5校を設置。
- 1886年（明治19年）8月9日 - 併合し、現在地に「尋常小学精量学校」を設置。
- 1887年（明治20年）7月30日 - 石原尋常小学校と名称変更。
- 1892年（明治25年）4月1日 - 豊西尋常小学校に改称。
- 1941年（昭和16年）4月1日 - 豊西村立国民学校と改称。
- 1947年（昭和22年）4月1日 - 豊西村立豊西小学校と改称。
- 1951年（昭和26年）4月1日 - 豊西村の笠井町との合併に伴い、笠井町立東小学校と改称。
- 1954年（昭和29年）4月1日 - 笠井町の浜松市との合併に伴い、浜松市立豊西小学校と改称。
- 2003年（平成15年）10月12日 - 創立130周年記念式典が挙行される。

## 学校区
- 学区となる町は、豊町、豊西町、恒武町、貴平町、常光町。

## 交通
- 遠鉄バス73・75・76笠井線、74・77・78蒲線 ｢笠井本町｣停留所から、徒歩5分。